# Wallstawe
Wallstawe é um município da Alemanha, situado no distrito de Altmarkkreis Salzwedel, no estado de Saxônia-Anhalt. Tem 44,09 km² de área, e sua população em 2019 foi estimada em 879 habitantes.